# پیانیست (مجموعه تلویزیونی)
پیانیست (کره‌ای: 피아니스트) اپیزود بیست و چهارم از فصل اول مجموعه آنتولوژی کره جنوبی، درامای ویژه کی‌بی‌اس است و در آن چوی مین هو و هان جی هه بازی کردند. این اپیزود در ۲۷ نوامبر ۲۰۱۰ از کی‌بی‌اس۲ پخش شد.

## بازیگران
- چوی مین هو در نقش اوه جه رو
- هان جی هه در نقش یون این سا
- چوی فیلیپ در نقش هان جونگ وو
- جو هی بونگ

## آمار بینندگان
| قسمت | تاریخ پخش      | TNmS ratings      | TNmS ratings       |
| قسمت | تاریخ پخش      | میانگین سهم مخاطب | میانگین سهم مخاطب  |
| قسمت | تاریخ پخش      | سراسر کشور        | ناحیه پایتختی سئول |
| ---- | -------------- | ----------------- | ------------------ |
| ۱    | ۲۷ نوامبر ۲۰۱۰ | ۷٫۶٪              | ۸٫۳٪               |